# Boriana Kalein
Boriana Nikolaeva Kalein (en búlgaro: Боряна Николаева Калейн; Sofía, 23 de agosto de 2000) es una deportista búlgara que compite en gimnasia rítmica, en la modalidad individual.
Participó en dos Juegos Olímpicos de Verano, obteniendo una medalla de plata en París 2024, en la prueba individual, y el quinto lugar en Tokio 2020, en la misma prueba.
Ganó cuatro medallas en el Campeonato Mundial de Gimnasia Rítmica, en los años 2018 y 2023, y dieciséis medallas en el Campeonato Europeo de Gimnasia Rítmica entre los años 2019 y 2024.
Además, consiguió dos medallas en los Juegos Mundiales de 2022.

## Palmarés internacional
| Juegos Olímpicos   | Juegos Olímpicos   | Juegos Olímpicos  | Juegos Olímpicos     |
| Año                | Lugar              | Medalla           | Prueba               |
| ------------------ | ------------------ | ----------------- | -------------------- |
| 2024               | París (Francia)    | Medalla de plata  | Individual           |
| Campeonato Mundial |                    |                   |                      |
| Año                | Lugar              | Medalla           | Prueba               |
| 2018               | Sofía (Bulgaria)   | Medalla de plata  | Concurso por equipos |
| 2023               | Valencia (España)  | Medalla de oro    | Equipo               |
| 2023               | Valencia (España)  | Medalla de plata  | Mazas                |
| 2023               | Valencia (España)  | Medalla de plata  | Cinta                |
| Campeonato Europeo |                    |                   |                      |
| Año                | Lugar              | Medalla           | Prueba               |
| 2019               | Bakú (Azerbaiyán)  | Medalla de bronce | Pelota               |
| 2019               | Bakú (Azerbaiyán)  | Medalla de bronce | Cinta                |
| 2019               | Bakú (Azerbaiyán)  | Medalla de bronce | Concurso por equipos |
| 2021               | Varna (Bulgaria)   | Medalla de plata  | Concurso indvidual   |
| 2022               | Tel Aviv (Israel)  | Medalla de oro    | Pelota               |
| 2022               | Tel Aviv (Israel)  | Medalla de oro    | Cinta                |
| 2022               | Tel Aviv (Israel)  | Medalla de oro    | Equipo               |
| 2022               | Tel Aviv (Israel)  | Medalla de plata  | Concurso indvidual   |
| 2022               | Tel Aviv (Israel)  | Medalla de bronce | Aro                  |
| 2023               | Bakú (Azerbaiyán)  | Medalla de oro    | Concurso indvidual   |
| 2023               | Bakú (Azerbaiyán)  | Medalla de oro    | Equipo               |
| 2023               | Bakú (Azerbaiyán)  | Medalla de plata  | Mazas                |
| 2023               | Bakú (Azerbaiyán)  | Medalla de bronce | Aro                  |
| 2024               | Budapest (Hungría) | Medalla de oro    | Equipo               |
| 2024               | Budapest (Hungría) | Medalla de oro    | Aro                  |
| 2024               | Budapest (Hungría) | Medalla de bronce | Mazas                |